# أليباي
أليباي ((بالصينية: 支付宝)، ويطلق عليه بعض العرب بـ"عليباي") هي منصة صينية  للدفع عبر الإنترنت صينية وعبر المحمول أنشئت في مدينة هانغتشو، الصين في شباط / فبراير عام 2004 من قبل مجموعة ألي بابا ومؤسسها جاك ما. في عام 2015، Alipay نقل مقرها إلى بودونغ، شنغهاي، على الرغم من أن الشركة الأم النمل المالية لا تزال هانغتشو.
تفوقت أليبابا على شركة باي بال في العالم كأكبر منصة دفع على المحمول في عام 2013. في الربع الرابع من عام 2016، كانت حصة أليبابا 54% من سوق تجارة الدفع بالمحمول في الصين وا البالغة 5.5 تريليون دولار، على الرغم من أن حصتها تراجعت من 71% في عام 2015 عندما استطاعت منافستها تينسنت ويتاشت اللحاق بالركب.

## الخدمات

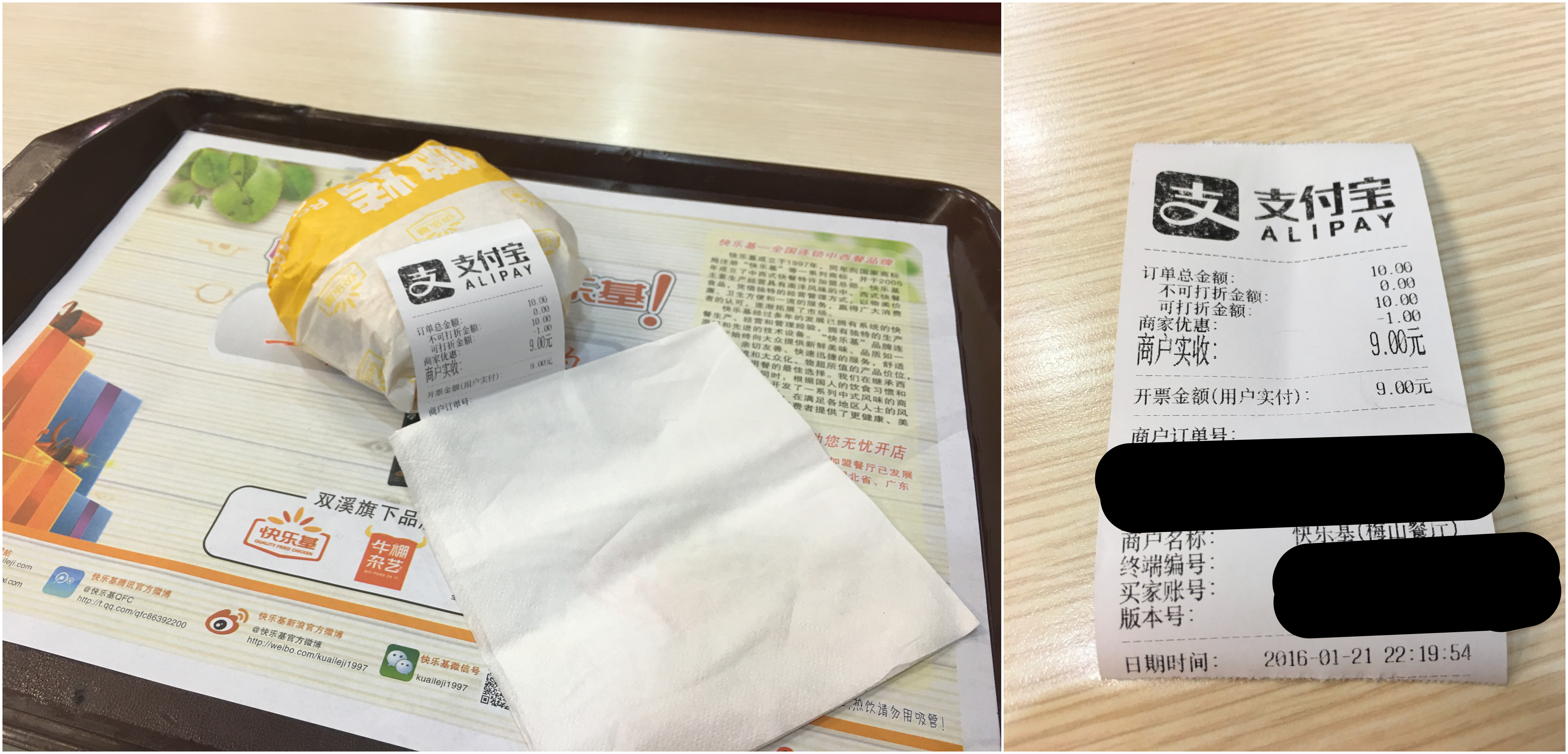
طلب الطعامووالدفع بأليباي في الصين

تدعي أليباي أنها تعمل مع أكثر من 65 مؤسسة مالية بما في ذلك فيزا وماستركارد لتوفير خدمات الدفع تاوباو وتيمول فضلا عن أكثر من 460,000 شركة إنترنت ومؤسسات محلية صينية.
تستخدم أليباي في الهواتف الذكية مع تطبيق أليباي. كما يمكن الدفع في المحلات التجارية باستعمال رمز الاستجابة للدفع. كما يوفر تطبيق أليباي ميزات مثل بدفع الفواتير ببطاقات الائتمان وإدارة الحساب البنكي، التحويلات بين الأشخاص، الدفع المسبق للهاتف المحمول، شراء تذاكر الحافلات والقطارات، طلب ودفع الأطعمة، دفع لمشاركة بالتنقل، اختيار التأمين، التوثيق الرقمي وللتخزين. ويسمح أليباي أيضا بإتمام إجراءات السفر عبر الإنترنت على معظم الصينيين القائم على مواقع مثل تاوباو وتيمول.

## التوسع الدولي
دوليا، يستخدم التطبيق أكثر من 300 تاجر في جميع أنحاء العالم الذين يبيعون لزبائن في الصين. [بحاجة لمصدر] وهو يدعم حاليا معاملات في 18 عملة أجنبية رئيسية.
منذ إطلاق آليباي في البر الرئيسى للصين، قام بسلسلة من التوسعات  إلى البلدان الأخرى.

### آسيا

#### هونغ كونغ
في عام 2017، توسعت الخدمة لتشمل هونغ كونغأعندما أطلقت تطبيق آليباي أتش كاي (AlipayHK) بالشراكة  مع سي كاي هوتشيسون. تتم تسوية جميع المعاملات بدولار هونج كونج بدلا من الرنمينبي. هذه الخدمة متاحة الآن في وسلسلة متاجر كبرى مثل ماكدونالدز، 7-أحد عشر ودائرة كاي. بالإضافة لمتاجر أخرى.

#### سنغافورة
في عام 2017، بدء العمل في سنغافورة. من مخطاطات آليباي في التوسع للوصول إلى 20,000 نقطة قبول في سنغافورة، وفتح منصات لمستخدمي الخدمات المصرفية.

#### اليابان
دخلت أليباي اليابان في عام 2015 بشبكة تصل إلى 38,000. وتأمل بتوسيع الشبكة في اليابان لتشمل السياح الصينيين المتجهين إلى اليابان.

#### بنغلاديش
في عام 2018، اشترى أليباي 20% من أسهم الشركة المحمول في بنجلاديش التي تقدم خدمات بيكاش الماية.

### أمريكا الشمالية

#### الولايات المتحدة
عقدت الشركة شراكة مع شركة فيرست داتا في عام 2017. هذا العقد يسمح للأليباي بتقديم خدماتها من أربعة ملايين نقطة بيع التجزئة في الولايات المتحدة.

#### كندا
في عام 2017، تشاركت أليباي مع شركة سناباي ليتمكن العملاء الصينيين من دفع ثمن مشترياتهم بالعملة الصينية عندما يشترون بضائع كندية. هناك حاليا 700 تاجر في كندا يدعمون أليباي.

## وصلات خارجية
- أليباي على موقع Google Play (الإنجليزية)
- الموقع الرسمي